# Deutsches Pflanzenschutzmittelkartell
Das Deutsche Pflanzenschutzmittelkartell war ein verbotenes Wirtschaftskartell, das von zahlreichen Großhändlern von Pflanzenschutzmitteln im Zeitraum von 1998 bis 2015 gebildet worden war. Es diente zur gesetzwidrigen Absprache über Preislisten, Rabatte und Einzelpreise beim Verkauf an Einzelhändler und Endkundinnen und Endkunden in Deutschland. Das Kartell wurde von der deutschen Wettbewerbsbehörde, dem Bundeskartellamt, Anfang 2020 mit Bußgeldern von insgesamt rund 157,8 Mio. Euro geahndet und zählt damit zu einem der am höchsten vom Bundeskartellamt bislang bebußten Kartelle.

## Struktur des Kartells

### Beteiligte
Die Bußgelder richten sich gegen acht am Kartell beteiligte Großhändler und deren Verantwortliche: AGRAVIS Raiffeisen AG, AGRO Agrargroßhandel GmbH & Co. KG (beteiligt ab 2000), BayWa AG, BSL Betriebsmittel Service Logistik GmbH & Co. KG (beteiligt bis 12. Januar 2015), Getreide AG (beteiligt ab 2008), Raiffeisen Waren GmbH  (beteiligt bis Ende 2011), Raiffeisen Waren-Zentrale Rhein-Main eG und ZG Raiffeisen eG. In Anwendung der Bonusregelung  wurde gegen die Beiselen GmbH, die als erste mit dem Bundeskartellamt kooperierte, kein Bußgeld verhängt. Auch die bebußten Großhändler haben während des Verfahrens mit dem Bundeskartellamt kooperiert und durch ihre Bonusanträge bei der Aufklärung der Tat mitgewirkt.

### Gegenstand und Ablauf des Kartells
Die Kartellbeteiligten stimmten von 1998 bis 2015 jeweils im Frühjahr und im Herbst verbotenerweise ihre Preislisten für Pflanzenschutzmittel untereinander ab. Als Grundlage diente eine gemeinsame Kalkulation der Großhändler, die zu weitgehend einheitlichen Preislisten für Einzelhändler sowie Endkundinnen und Endkunden führte. Zum Teil wurden die abgestimmten Preislisten von den Beteiligten nur noch mit einem eigenen Logo versehen und unverändert als eigene Liste verwendet.
Die Absprachen erfolgten sowohl in persönlichen Treffen als auch in schriftlicher und telefonischer Form. In den Jahren 1998 bis 2011 stimmten sich die Beteiligten zunächst im Rahmen vielfältiger Treffen in wechselnder Zusammensetzung untereinander ab. Hierfür trafen sich die genossenschaftlichen Großhändler und die privaten Großhändlern sowohl jeweils separat als auch in übergreifenden Zusammenkünften aller bundesweit oder in einer bestimmten Region tätigen Großhändler. Eine wichtige Rolle spielte zudem die sogenannte Elefantenrunde, in der grundsätzlich die vier marktstärksten Großhändler – jeweils zwei genossenschaftliche und zwei private – zusammenkamen. Von 2012 bis 2015 fand der Austausch zwischen den Großhändlern zunehmend schriftlich und telefonisch statt. Die Absprachen und damit das Kartell endeten mit den Durchsuchungen des Bundeskartellamts am 3. März 2015.

## Amtshaftungsklage der BayWa AG
Nach rechtskräftigem Abschluss des Bußgeldverfahrens und Zahlung der Geldbuße erhob eine der Kartellbeteiligten, die BayWa AG, vor dem Landgericht Bonn eine Amtshaftungsklage auf Schadensersatz in Höhe von rund 73 Mio. Euro wegen behaupteter Amtspflichtverletzung durch die Vorermittlungen. Die Klage wurde in allen Instanzen, zuletzt endgültig vom Bundesgerichtshof am 30. Juni 2022, abgewiesen.

## Schadensersatz für geschädigte Abnehmer
Nach Abschluss des behördlichen Kartellverfahrens wird, wie in Kartellfällen mittlerweile üblich, auch im Pflanzenschutzmittelkartell damit gerechnet, dass zahlreiche geschädigte Abnehmer von Pflanzenschutzmitteln (insbesondere landwirtschaftliche Betriebe) Schadensersatz von den kartellbeteiligten Großhändlern aufgrund der möglicherweise überhöhten Preise geltend machen. Auf diese gesetzlichen Ansprüche weist das Bundeskartellamt die Geschädigten in seinem Fallbericht zum Pflanzenschutzmittelkartell ausdrücklich hin.
Neben der Möglichkeit von Einzelklagen haben sich im Bereich der Landwirtschaft Initiativen gegründet, die geschädigten Landwirtinnen und Landwirten auf Basis einer Erfolgsprovision eine risikolose gemeinsame Durchsetzung der Schadensersatzansprüche anbieten. Diese gebündelten Klagen für eine Vielzahl von betroffenen Betrieben, wie sie etwa die BGG (Bäuerliche Geschädigtengemeinschaft) oder unilegion aus München anbieten, eröffnen insbesondere Geschädigten mit niedrigeren Einkaufssummen die Möglichkeit, Schadensersatz geltend zu machen. Ähnlich wie z. B. im Abgasskandal  ist es für solche Abnehmer angesichts hoher Kosten für spezialisierte Rechtsanwaltskanzleien und Wettbewerbsökonomen in vielen Fällen unwirtschaftlich, einen eigenen Schadensersatzprozess anzustrengen.